# Кобб, Хоуэлл
Хоуэлл Кобб (англ. Howell Cobb; 7 сентября 1815 — 9 октября 1868) — американский государственный деятель. Пять раз избирался членом Палаты представителей Соединённых Штатов и являлся спикером Палаты (1849—1851). Также занимал пост министра финансов США при президенте Джеймсе Бьюкенене (1857—1860) и губернатора Джорджии (1851—1853).
Возможно, Кобб наиболее известен как один из основателей Конфедеративных Штатов Америки, будучи спикером временного Конфедеративного Конгресса. Кобб, занимая данный пост, являлся в течение 2 недель главой Конфедерации: между её основанием и избранием Джефферсона Дэвиса в качестве первого и единственного президента Конфедеративных Штатов Америки. Должность спикера конгресса в то время до избрания президента обусловила его особое место в политической системе того времени — главы государства. Кобб, как спикер Конгресса, подписал 11 марта 1861 г. принятую Конгрессом Конституцию Конфедерации.

## Ранние годы и карьера
Родился в Джорджии, США. Он был старшим братом Томаса Кобба, впоследствии генерала армии Конфедерации, погибшего под Фредериксбергом.
Был избран спикером палаты представителей в возрасте до 35 лет (согласно закону 1792 года спикер палаты представителей замещал президента, вице-президента, временного президента сената) и не мог занимать должность президента.

## Гражданская война
Когда началась война, Кобб вступил в армию Конфедерации и был зачислен полковником в 16-й джорджианский пехотный полк. 13 февраля 1862 ему было присвоено звание бригадного генерала, он сдал полк Гуди Брайану и принял командование бригадой в составе Северовирджинской армии. С февраля по июнь 1862 года он представлял Конфедерацию на переговорах по обмену пленными. Его усилия в этой области привели к Соглашению Дикса-Хилла в июле 1862 года.
Кобб участвовал в боевых действиях во время Кампании на Полуострове и в Семидневной битве. После сражение его бригада, которая числилась в составе дивизии Маклоуза, была оставлена вместе со всей дивизией на Вирджинском полуострове и не участвовала в Северовирджинской кампании.
Бригада Кобба сыграла ключевую роль в боях за ущелье Крэмптона во время Сражения у Южной Горы, когда он появился в критический момент боя и остановил наступление федералов в ущелье. Его бригада принимала участие и в сражении при Энтитеме, в составе дивизии Мак-Лоуза бригада участвовала в финальных боях на левом фланге армии.
В октябре 1862 года бригада Кобба была выведена из состава Северовирджинской армии и отправлена во Флориду. 9 сентября 1863 года он был повышен до генерал-майора и командовал внутренними войсками в Джорджии и Флориде. Именно он предложил построить лагерь для военнопленных в южной Джорджии, в месте, защищенном от возможных вторжений противника. Эта идея легла в основу того, что стало потом Андерсонвилльской тюрьмой. Когда армия Шермана вступила в Джорджию в ходе Битвы за Атланту и последующего марша к морю, генерал Кобб командовал Джорджианским резервным корпусом. Весной 1865 его отряды были посланы в Джорджию для противодействия рейду Вильсона. Он возглавил оборону в безнадежном сражении при Колумбусе 16 апреля 1865 года, которое стало одним из последних сражений гражданской войны.
Во время марша к морю, армия Шермана однажды остановилась около личной плантации Кобба. Узнав, что выбранный для ночевки дом принадлежит Коббу, лидеру южан и генералу Конфедерации, он приказал конфисковать все имущество и уничтожить плантацию, велев «не щадить ничего».
В последние дни войны Кобб безрезультатно пытался противодействовать решению генерала Ли о призыве рабов в армию. Опасаясь, что этот шаг дискредитирует саму идею рабства и идею того, что негры — люди второго сорта, он сказал: «Вы не можете делать солдат из рабов или рабов из солдат. Тот день, когда вы сделаете из них солдат, станет началом конца Революции. А если окажется, что рабы хорошо сражаются, то значит, вся наша теория рабства неверна».
20 апреля 1865 года Кобб с остатками своего корпуса сдался федеральным войскам в Маконе, (штат Джорджия).
После завершения войны и начала Реконструкции Юга Хоуэлл Кобб, оставшись в Джорджии, занимался адвокатской деятельностью. Являлся критиком новых порядков. Весной 1868 года был полностью реабилитирован федеральным правительством.
Умер от сердечного приступа во время отдыха в одном из пансионатов Нью-Йорка 9 октября 1868 года.